# جو هوارد جونيور
جو هوارد جونيور (بالإنجليزية: Joe Howard, Jr.)‏ هو صحفي ومراسل عسكري أمريكي، ولد في 3 يونيو 1833 في بروكلين في الولايات المتحدة، وتوفي في 31 مارس 1908 في نيويورك في الولايات المتحدة بسبب قصور كلوي.